# 이츠하크 샤미르
이츠하크 샤미르(히브리어: יִצְחָק שָׁמִיר, Yitzhak Shamir 1915년 10월 15일 ~ 2012년 6월 30일)는 이스라엘의 정치인이다. 1983년부터 1984년까지, 또 1986년부터 1992년까지 두 차례 이스라엘의 총리를 지냈다.
샤미르는 폴란드의 루자니 (Ruzhany, 지금의 벨라루스 루자니)에서 태어났다. 1935년 팔레스타인으로 이주해 예루살렘의 유대 대학에서 교육을 받았다. 옛 성 (姓) 은 예제르니키 (Jeziernicky)였지만, 그 후 샤미르 (Shamir) 로 개명하였다.
샤미르는 이르군에 참가, 1940년 이르군이 분열되었을 때에 아브라함 슈테른이 이끄는 조직 슈테른 갱 (Stern Gang) 에 들어갔다. 1941년 영국 당국에게 체포된 그는, 1942년 아브라함 슈테른이 살해되면서 교도소에서 도망쳐 1943년 개편된 레히 라는 조직의 세 명의 우두머리 중 한 사람이 되었다. 1946년 다시 체포됐지만, 다시 도망쳐나와 1949년 레히가 해산될 때까지 조직을 지도하였다.
레히는 그의 지도 아래에서 스웨덴의 외교관 폴케 베르나도테 (Folke Bernadotte) 백작을 암살하는 등, 여러 암살 사건에 관여하였고, 암살 사건은 그들의 팔레스타인에 있어서의 정치적 주도권이 레히의 우익적 견해와 충돌했기 때문에 일어났다.
이스라엘 건국 후에 샤미르는 이스라엘의 첩보 기관 모사드에 들어갔고, 1960년대에 유대계 소련인의 귀국 문제에 관심을 가져 메나헴 베긴이 창설한 정당인 리쿠드에 입당하였다. 1973년 리쿠드로부터 크네셋에 선출되었고, 1977년에는 크네세트의 의장에, 1980년에는 외상에 올랐다.
1983년에는 메나헴 베긴의 뒤를 이어 이스라엘의 총리에 올랐으며, 샤미르는 리쿠드 내에서 강경파로 유명했지만 1977년 이집트 대통령 안와르 사다트의 이스라엘 방문과 당시 총리였던 메나헴 베긴과의 평화 회담을 통괄하였다.
1992년 선거에서는 이츠하크 라빈이 이끄는 이스라엘 노동당에 패해 리쿠드 당수에서 물러났고, 1996년 정계에서 은퇴하였다.